# Lijsten van stoffen uit het 'Verdrag chemische wapens'

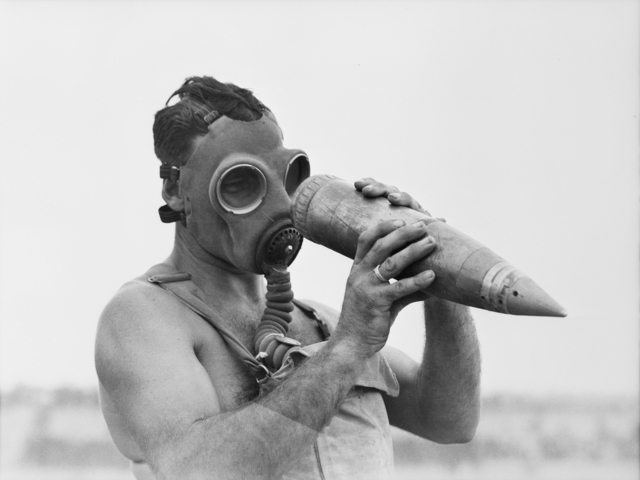
Gasgranaat

De Lijsten van stoffen uit het 'Verdrag chemische wapens' (Engels: Schedules of substances) vermelden giftige stoffen en hun precursors die kunnen worden gebruikt voor de produktie van chemische wapens, waarvan het gebruik door de staten die zijn aangesloten bij het Verdrag chemische wapens slechts beperkt is toegestaan onder toezicht van de Organisatie voor het Verbod op Chemische Wapens (OPCW). De Verdragsstaten zijn verplicht jaarlijks aan de OPCW een overzicht te verstrekken van de productie en toepassing op hun grondgebied van in deze Lijsten vermelde stoffen voor zover in het Verdrag is bepaald.

## Achtergrond
Het Verdrag chemische wapens behelst een wereldwijd verbod van de ontwikkeling, de produktie, de verspreiding en het gebruik van chemische wapens, verbod van de aanleg van voorraden hiervan en de vernietiging van bestaande chemische wapens die een lidstaat in zijn bezit heeft of elders heeft achtergelaten. In de Bijlage inzake stoffen die is opgenomen in het 'Verdrag chemische wapens' staan giftige stoffen vermeld waarmee chemische wapens kunnen worden gemaakt en die onder toezicht staan van de OPCW.

## De lijsten

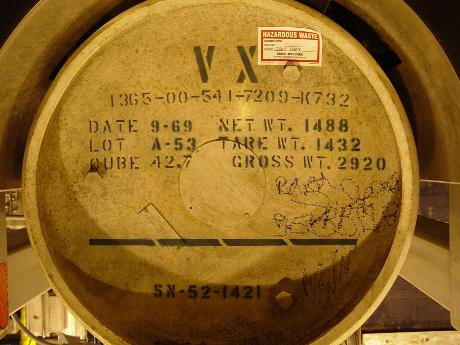
Vat met het zenuwgas VX, een Lijst 2-stof

De Bijlage inzake stoffen bevat drie lijsten met stoffen waarvan volgens het Verdrag het gebruik is verboden of slechts beperkt toegestaan. Deel A van de Bijlage bevat richtlijnen voor opname in de lijsten; in Deel B zijn de lijsten zelf opgenomen. De lijsten zijn samengesteld naar afnemende waarschijnlijkheid dat de stof is bedoeld voor militair gebruik. De Lijsten zelf zijn onderverdeeld in een deel A met giftige stoffen die direct gebruikt kunnen worden als chemische wapen en een deel B met precursors hiervan (chemicaliën waarmee die stoffen kunnen worden gemaakt). Voor de Lijsten gelden onder andere de volgende criteria:
- Lijst 1 (Schedule 1)[5] bevat stoffen die het duidelijkst zijn gerelateerd aan een chemische wapen. Zij zijn speciaal ontwikkeld voor of reeds gebruikt als chemisch wapen en er is een groot risico (Engels: a high risk) dat deze stoffen of hun precursors voor dat doel zullen worden gebruikt. Zij zijn niet of nauwelijks bruikbaar voor andere doeleinden dan voor een chemische wapen.

De stoffen van Lijst 1 mogen door de Verdragsstaten in het geheel niet worden geproduceerd, in bezit gehouden of gebruikt buiten hun grondgebied, behalve in beperkte hoeveelheden voor onderzoek, medische doeleinden of (zelf)bescherming.
- Lijst 2 (Schedule 2)[8] bevat stoffen die een aanzienlijk risico (Engels: a significant risk) vormen voor gebruik als chemische wapen, dan wel als precursor van een stof uit Lijst 1 of Lijst 2, deel A. Deze stoffen hebben tevens een beperkte toepassing in niet grote hoeveelheden voor andere doeleinden dan voor een chemische wapen. In grote hoeveelheden is de kans vrij groot dat ze bedoeld zijn voor gebruik als chemisch wapen.
- Lijst 3 (Schedule 3)[9] bevat stoffen die een risico vormen (Engels: a risk) voor gebruik als chemische wapen of als precursor daarvan. Deze stoffen worden echter ook in grote hoeveelheden toegepast voor andere doeleinden dan voor een chemische wapen (dual-use).

## Jaaropgaven

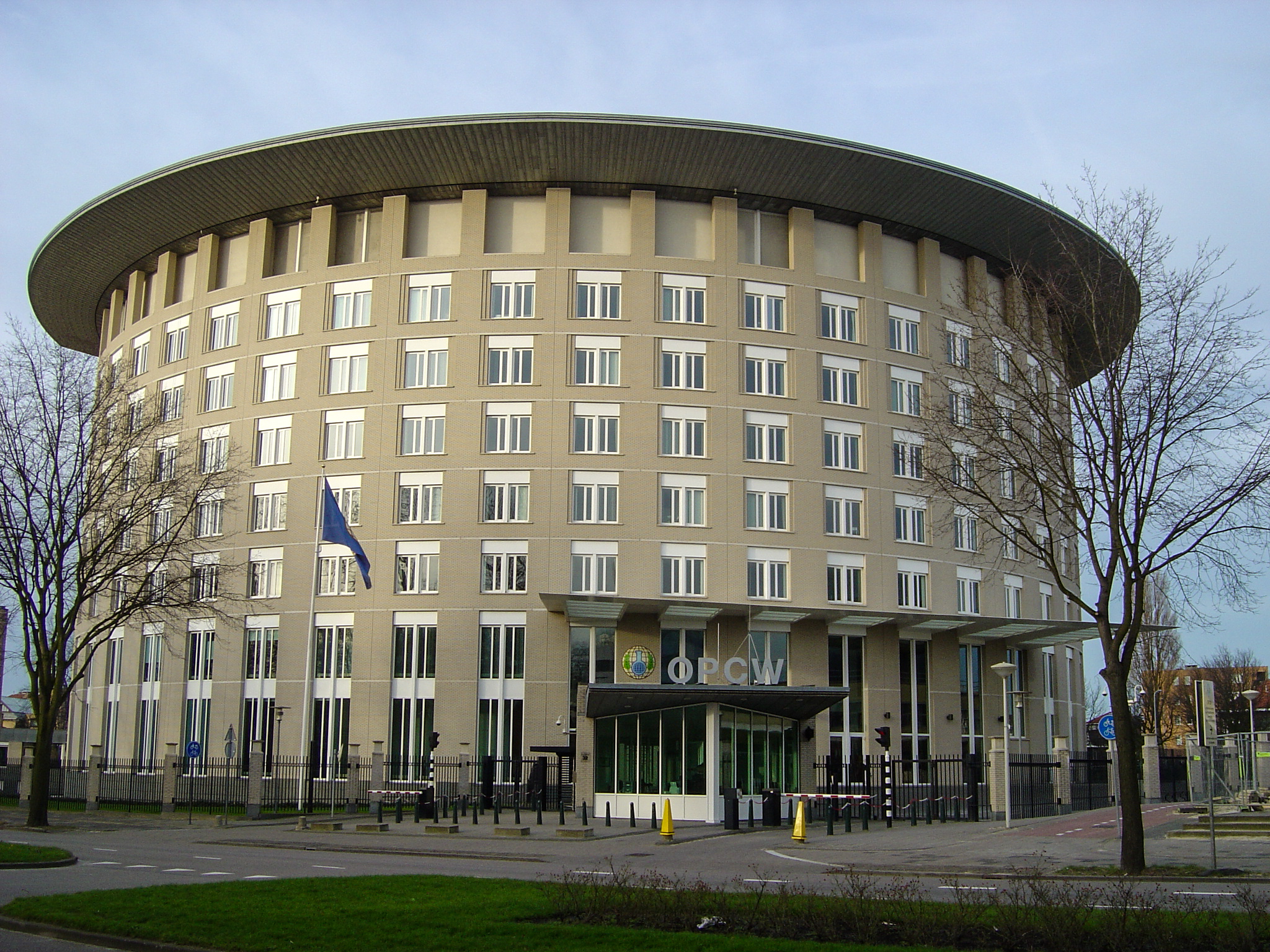
Hoofdkwartier van de OPCW in Den Haag

De Verdragsstaten zijn verplicht jaarlijks aan de toezicht houdende Organisatie voor het Verbod op Chemische Wapens (OPCW) een overzicht te verstrekken van de productie van stoffen die onder het Verdrag vallen. Iedere (voorgenomen) productie van Lijst 1-stoffen en overdrachten daarvan aan andere Verdragsstaten moeten worden opgegeven. Ook de stoffen in de Lijsten 2 en 3 die op hun grondgebied zijn geproduceerd moeten in de jaaropgave worden vermeld voor zover de hoeveelheid daarvan een bepaalde drempelwaarde heeft overschreden. Met een enkele uitzondering moeten alleen jaarlijks geproduceerde hoeveelheden boven de 100 kg van Lijst 2-stoffen uit deel A of 1000 kg precursor uit deel B door de Verdragsstaten aan de OPCW worden gerapporteerd. Voor de stof BZ in Lijst 2 geldt de grens van 1 kg. Voor stoffen in Lijst 3 geldt een drempelwaarde van 30 ton.